# Aleksa Janković (football)
Aleksa Janković (en serbe : Алекса Јанковић), né le 12 avril 2000 à Požarevac en Serbie, est un footballeur serbe. Il joue au poste d'ailier gauche au FK Radnički 1923.

## Biographie

### En club
Né à Požarevac en Serbie, Aleksa Janković est formé au FK Partizan Belgrade. Il commence toutefois sa carrière au FK Teleoptik, où il est prêté en juillet 2019. Il joue son premier match le 9 octobre 2019, lors d'une rencontre de coupe de Serbie face au FK Voždovac. Il est titularisé et son équipe s'impose après une séance de tirs au but.
Le 14 janvier 2020, Aleksa Janković quitte définitivement le Partizan Belgrade afin de s'engager en faveur du FK Voždovac Belgrade. Il joue son premier match sous ses nouvelles couleurs le 21 février 2020, contre le FK Spartak Subotica, faisant par la même occasion sa première apparition en première division serbe. Il entre en jeu à la place de Miloš Stojčev (en) et son équipe s'incline par trois buts à deux.
Lors de l'été 2021, Aleksa Janković rejoint le FK Čukarički. Le transfert est annoncé le 19 juin 2021 et il s'engage pour un contrat courant jusqu'en juin 2025.
En février 2024, Janković fait son retour au FK Partizan Belgrade, signant un contrat d'un an et demi.

### En sélection
Aleksa Janković commence à jouer en sélection avec l'équipe de Serbie des moins de 16 ans, jouant un total de deux matchs entre 2015 et 2016.
Avec les moins de 17 ans Janković joue trois matchs, tous en 2016.
Aleksa Janković joue son premier match avec l'équipe de Serbie espoirs le 6 juin 2021 contre la Russie. Il est titularisé lors de cette rencontre où les deux équipes se neutralisent (0-0 score final),.